# ハイアワサの歌

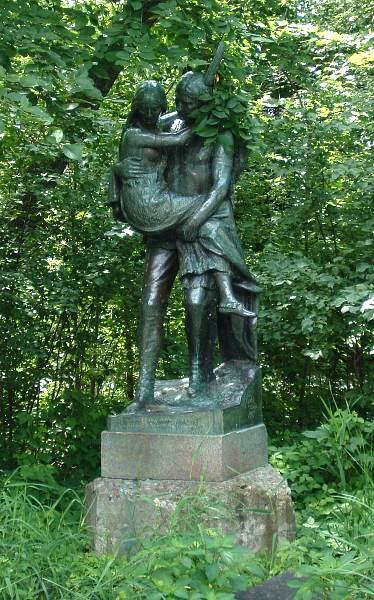
ハイアワサと妻ミネハハの像（アメリカ合衆国・ミネアポリス）

『ハイアワサの歌』（ハイアワサのうた、The Song of Hiawatha）は、1855年に発表されたヘンリー・ワズワース・ロングフェローの叙事詩で、インディアンの英雄を謳った英雄譚である。

## 概要
『ハイアワサの歌』はオジブワ族の神話 (Anishinaabe traditional beliefs) をもとにロングフェローによって創作された長編の叙事詩で、1855年に出版された。全22章、5,409行から構成され、無韻の強弱四歩格で書かれている。ロングフェローは『カレワラ』を読んで感動し、『ハイアワサの歌』にはその影響が見られる。
第3章「ハイアワサの子供時代」の「By the shores of Gitche Gumee（ギチガミ（スペリオル湖）のほとりで）」から始まる一節は特によく知られている。
話はまずマジキウィスが4つの風の父となったという伝説を語る。ついで月の娘のノコミスがウィノナを産むが、ウィノナは母の言いつけを守らず、西風に誘惑されて妊娠してハイアワサを産んだ後に死んでしまう。ハイアワサは祖母のノコミスに育てられる。英雄として成長し、数々の偉大な行為を行ったハイアワサはダコタ族のミネハハと恋に落ちるが、ミネハハは冬の寒さに死んでしまう。最後にハイアワサの村を白人のカトリック教会の宣教師が訪れる。ハイアワサが村に別れを告げ、西をめざして遠い旅に船出するところで終わっている。

## 批判
主人公の「ハイアワサ」は、イロコイ連邦をまとめ上げた、実在のモホーク族インディアンの戦士、酋長である。しかし、実際のストーリーはハイアワサの部族とは関係のない、オジブワ族のトリックスターである「ナナボーゾ」の神話をベースにしている。これは、19世紀中頃にこの詩を編纂したヘンリー・スクールクラフトによる混同がもととなっている。つまり、ロングフェローは「ナナボーゾの歌」のつもりであったが、いつの間にか「ハイアワサの歌」にすり替わってしまい、現在も誤解されたままになっているのである。
北欧神話の『カレワラ』とイメージが共通しているが、これはインディアン神話も北欧神話もそのモチーフを「水の中から大地が生まれ世界が形成された」と伝えているからである。
結局、何の関係もないハイアワサは、この詩による誤解によってステレオタイプなインディアンのイメージを植え付けられることとなった。
イロコイ連邦国のひとつ、タスカローラ族のエリアス・ジョンソン酋長はこの「ハイアワサの歌」が植え付けるインディアンへの「悪いイメージ」についてこう抗議している。
「ありとあらゆるインディアンの肖像が、手に頭皮剥ぎのナイフとトマホークを持った姿で描かれて、まるで野生の蛮人の象徴扱いにされている。　それはキリスト教徒たちの国が、彼らの仕事、正義の象徴として、常に大砲や弾丸、剣、およびピストルを伴っているのと同じような具合で行き渡らされているように思える。

## 影響
シャルル・ボードレールは「平和のカリュメ、ロングフェローの模倣」(Le Calumet de paix, imité de Longfellow)を書いたが、これは『ハイアワサの歌』冒頭部の「平和のパイプ」(The Peace-Pipe)をフランス語化したものである。ボードレールはほかに『ハイアワサの歌』のあらましを散文で記したものがあり、これは作曲家R・A・ステペル (Robert Stoepel) がハイアワサのミュージカル（1860年にボストンで初演）のためにボードレールに依頼したものだった。
アントニン・ドヴォルザークの交響曲第9番の初演前のインタビューで、『ハイアワサ』にもとづくオペラかカンタータを書く計画があり、この交響曲の第2・3楽章がそのスケッチにあたるとドヴォルザークは答えている。
『ハイアワサの歌』は特徴的な韻律と修辞法を持つため、多くのパロディ作品が出現した。ルイス・キャロルの「ハイアワサの写真撮影」は、原作からまもなく1857年に発表されたもので、写真撮影に失敗ばかりしている人物の話を『ハイアワサの歌』風の詩に仕立てたもの（1883年の『詩?と理性?』に挿画入りで収録）。シリー・シンフォニーシリーズのアニメーション映画『小さなインディアン ハイアワサ』（1937年）のストーリーは直接には『ハイアワサの歌』と無関係だが、冒頭のナレーションは明らかに『ハイアワサの歌』を模倣している。
ミネアポリスには『ハイアワサの歌』に登場することで有名になったミネハハの滝があり、ハイアワサとミネハハの像や、ハイアワサと関連する地名や道路名がつけられている。